# Wilsonville, Alabama
Wilsonville là một thị trấn thuộc quận Shelby, tiểu bang Alabama, Hoa Kỳ. Dân số năm 2009 là 1848 người, mật độ đạt 74 người/km².